# Grande roue

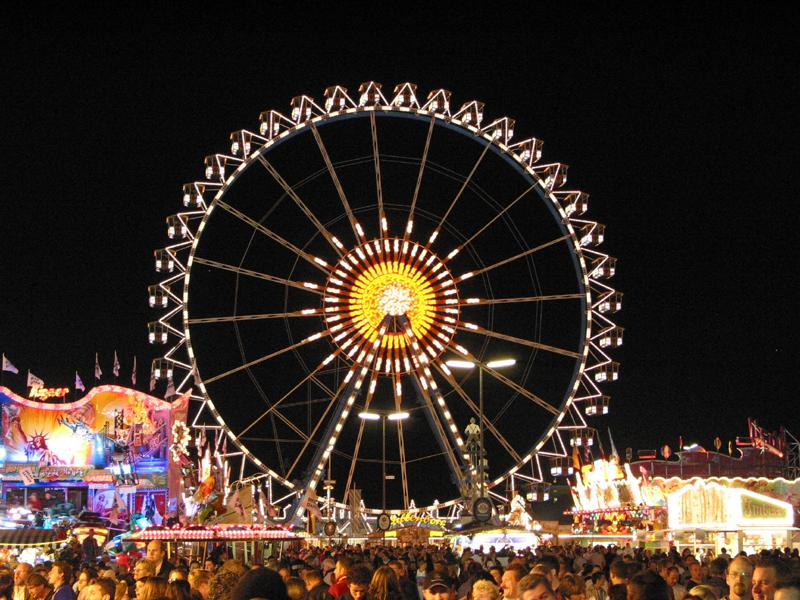
Grande roue mise en place à l'occasion de l'Oktoberfest en Allemagne.

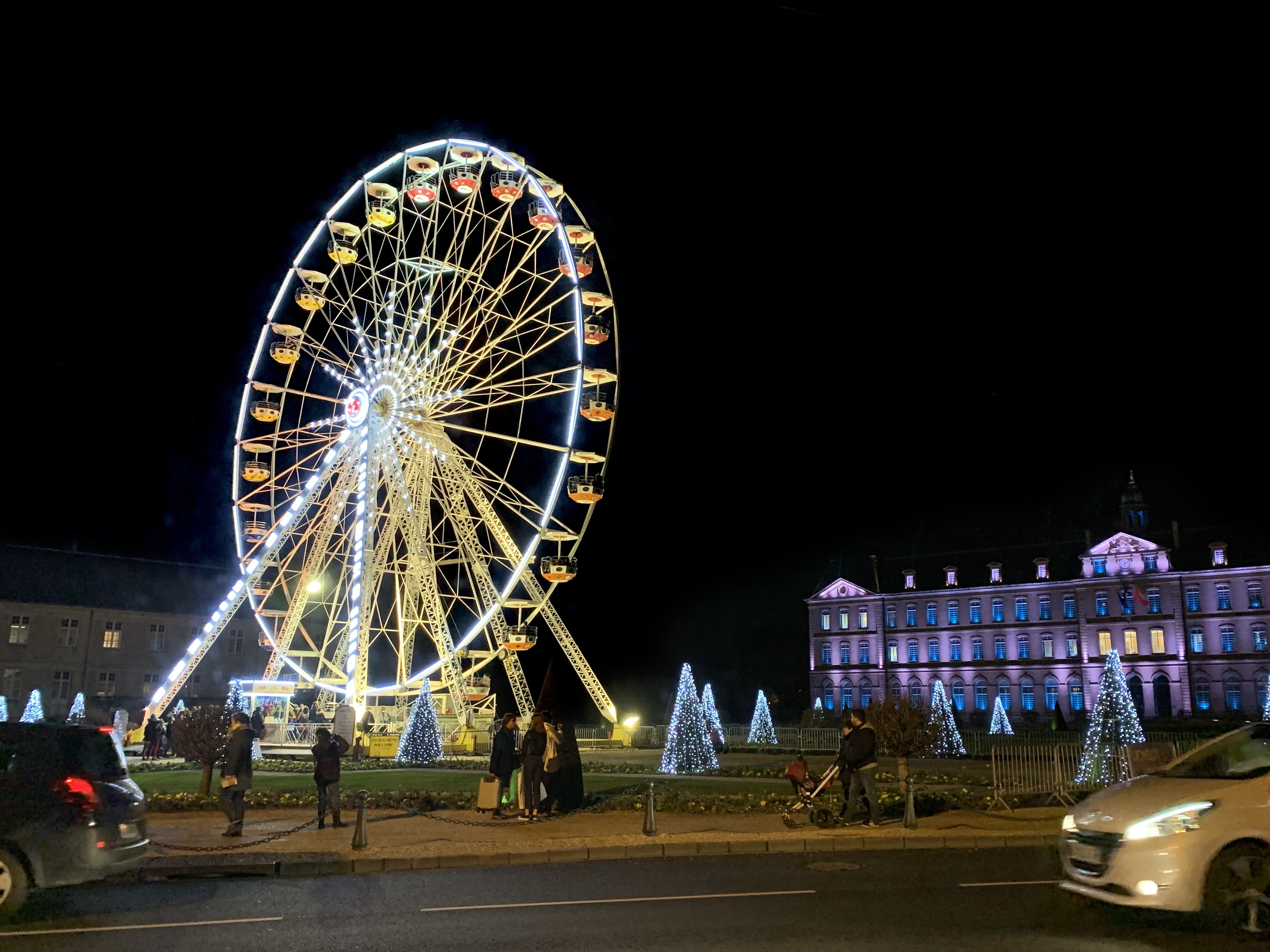
Grande roue installée pour l’Avent et Noël devant l’Hôtel de ville de Caen dans le Calvados.

Une grande roue ou roue panoramique est une variante de très grande taille des manèges.
L'attraction est constituée d'une roue à la verticale ainsi que de nacelles attachées à la jante où montent les passagers. La première grande roue fut conçue par George Washington Gale Ferris Jr. à l'occasion de l'Exposition universelle de 1893 à Chicago. On trouve généralement les grandes roues dans les parcs d'attractions ou les fêtes foraines, mais depuis l'inauguration de London Eye, la grande roue de Londres, on en trouve de plus en plus dans les centres-villes.
Son but est principalement de donner aux passagers une vue panoramique sur une ville, en tournant à une vitesse modérée, voire parfois très lente. Elle n'est majoritairement pas une attraction à sensations, excepté les quelques effets éventuels de vertige dus à la hauteur en la faisant pivoter, de légers balancements dus au vent, ou d'effets inattendus de descentes, comme sur la Pixar Pal-A-Round.

## Histoire

### Origine ottomane

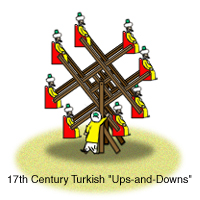
Dessin d'une attraction du XVII précurseur de la grande roue

La première évocation d'une grande roue à proprement parler figure dans les journaux de voyages de Peter Mundy, un navigateur et voyageur britannique du XVIIe siècle, originaire de Penryn en Cornouailles. Lors de son exploration de l'Empire ottoman, il passe quelques jours à Plovdiv en Bulgarie et évoque les différents systèmes de balançoires à but festif, dont les moins dangereuses, pour les enfants seraient les ancêtres de la grande roue.
L'illustration ci-contre montre une attraction de type roue d'origine turque.

### Ferris et la grande roue moderne

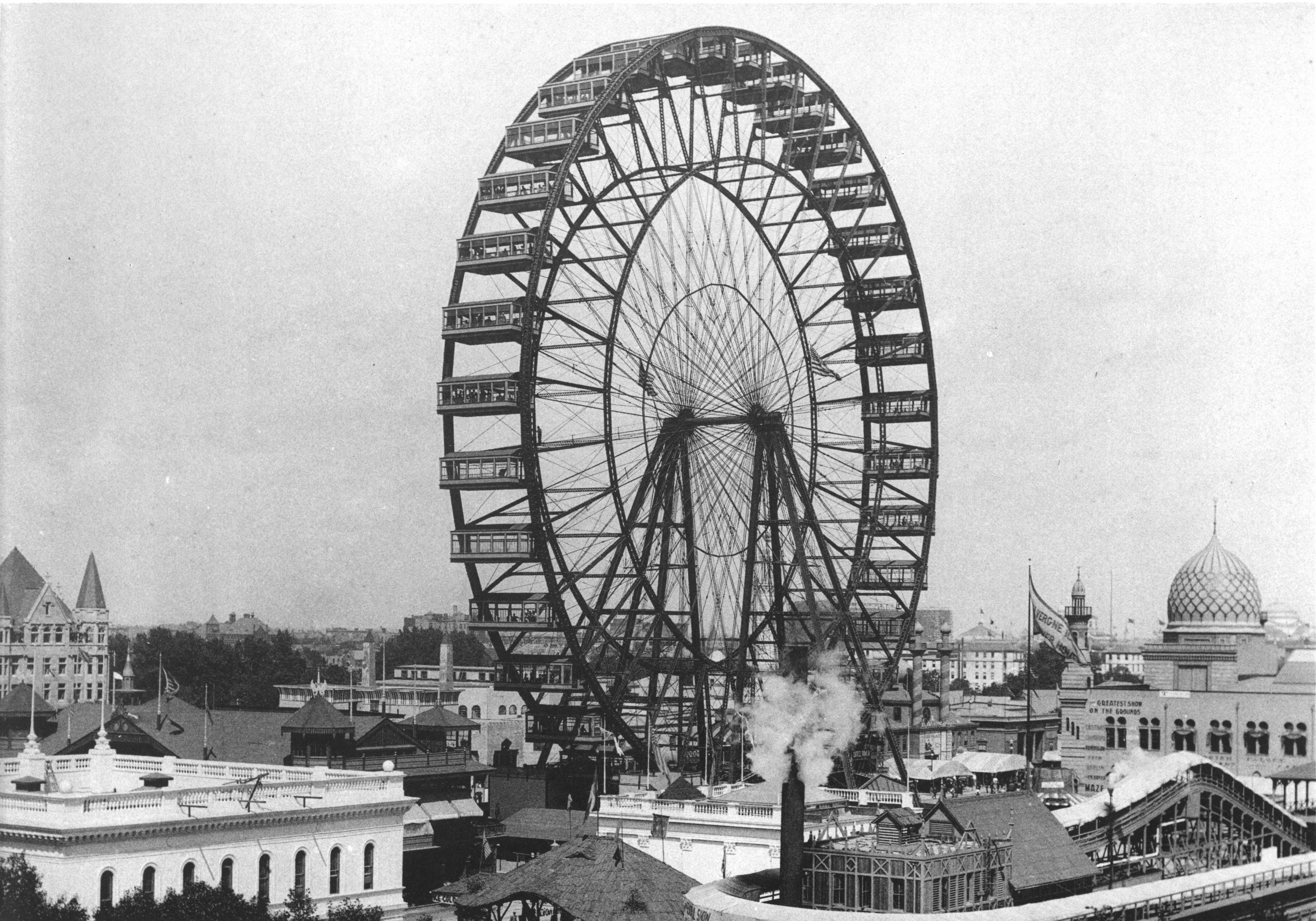
La première grande roue fabriquée à l'occasion de l'Exposition universelle de 1893 à Chicago

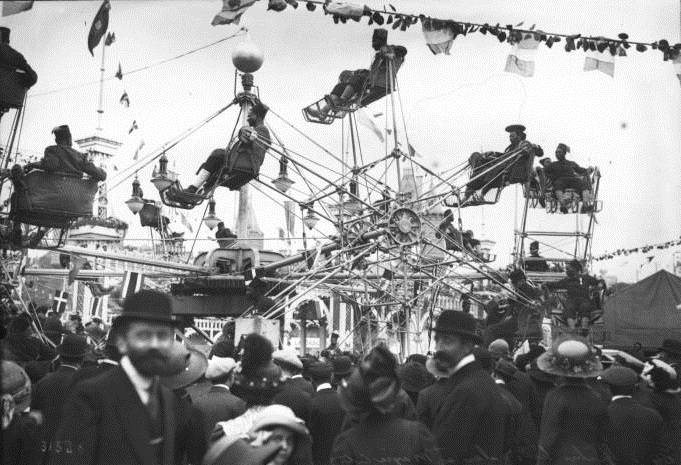
Magic City, Paris, France, 1913

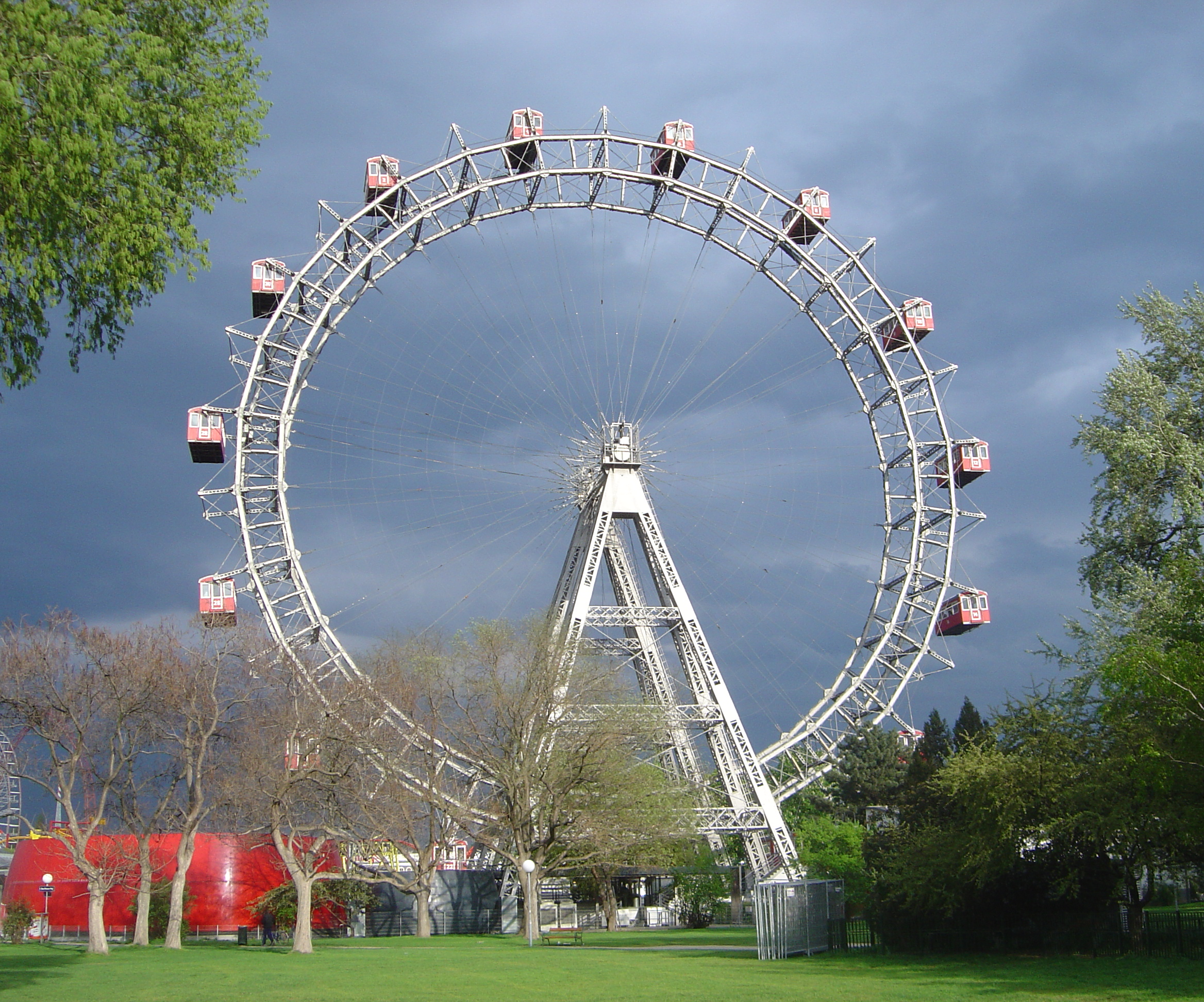
La grande roue du Prater de Vienne.

La grande roue « moderne » voit le jour grâce à George Washington Gale Ferris, Jr., diplômé de Rensselaer Polytechnic Institute, il fabriquait des ponts à Pittsburgh en Pennsylvanie. Il commença sa carrière dans l'industrie des voies ferrées, puis fut intéressé par la construction des ponts. Ferris comprit le besoin croissant d'acier de construction et fonda G.W.G. Ferris & Co. à Pittsburgh, une entreprise qui testait et contrôlait les métaux utilisés pour les voies ferrés et les ponts.
Ferris conçut la première grande roue, à l'occasion de l'Exposition universelle de 1893 à Chicago. La grande roue était censée être une attraction rivale de la tour Eiffel, l'œuvre centrale de l'Exposition universelle de Paris de 1889. Ce fut l'attraction la plus imposante de l'exposition, du haut de ses 80 mètres, elle était constituée de deux moteurs à vapeur et pouvait supporter 2 160 personnes. Elle contenait 36 nacelles de 60 places chacune (40 assises et 20 debout). Cela prenait vingt minutes pour que la roue fasse deux tours. Au premier tour, six arrêts permettaient aux passagers de monter et de descendre et le deuxième tour était complet sans arrêt. Le ticket coutait 50 cents à l'époque. À la fin de l'exposition universelle, la grande roue fut déplacée près d'un quartier huppé du nord de Chicago. Elle fut à nouveau utilisée pour l'exposition universelle de Saint-Louis dans le Missouri en 1904, qui célébrait le centenaire de l'acquisition de la Louisiane. Elle fut démantelée en 1906. Son axe, qui pesait 70 tonnes, a été le plus grand projet forgé de tous les temps. Des morceaux de cette grande roue furent utilisés pour construire un pont au-dessus de la rivière Kankakee, à 72 km au sud de Chicago.
La seconde grande roue construite mesure 94 mètres. Nommée Gigantic Wheel (« roue géante »), elle fut construite à Londres dans le quartier d'Earls Court en 1895 sur le modèle de celle de Chicago. Les concepteurs de cette roue, deux Australiens, Adam Gaddelin et Gareth Watson, en construiront ensuite plus de 200.
La troisième installation fut édifiée en 1897, elle mesure 65 mètres. Conçue par Hubert Cecil Booth, elle se situe dans le parc du Prater à Vienne en Autriche. Elle tourne aujourd'hui encore et reste l'un des symboles du parc.

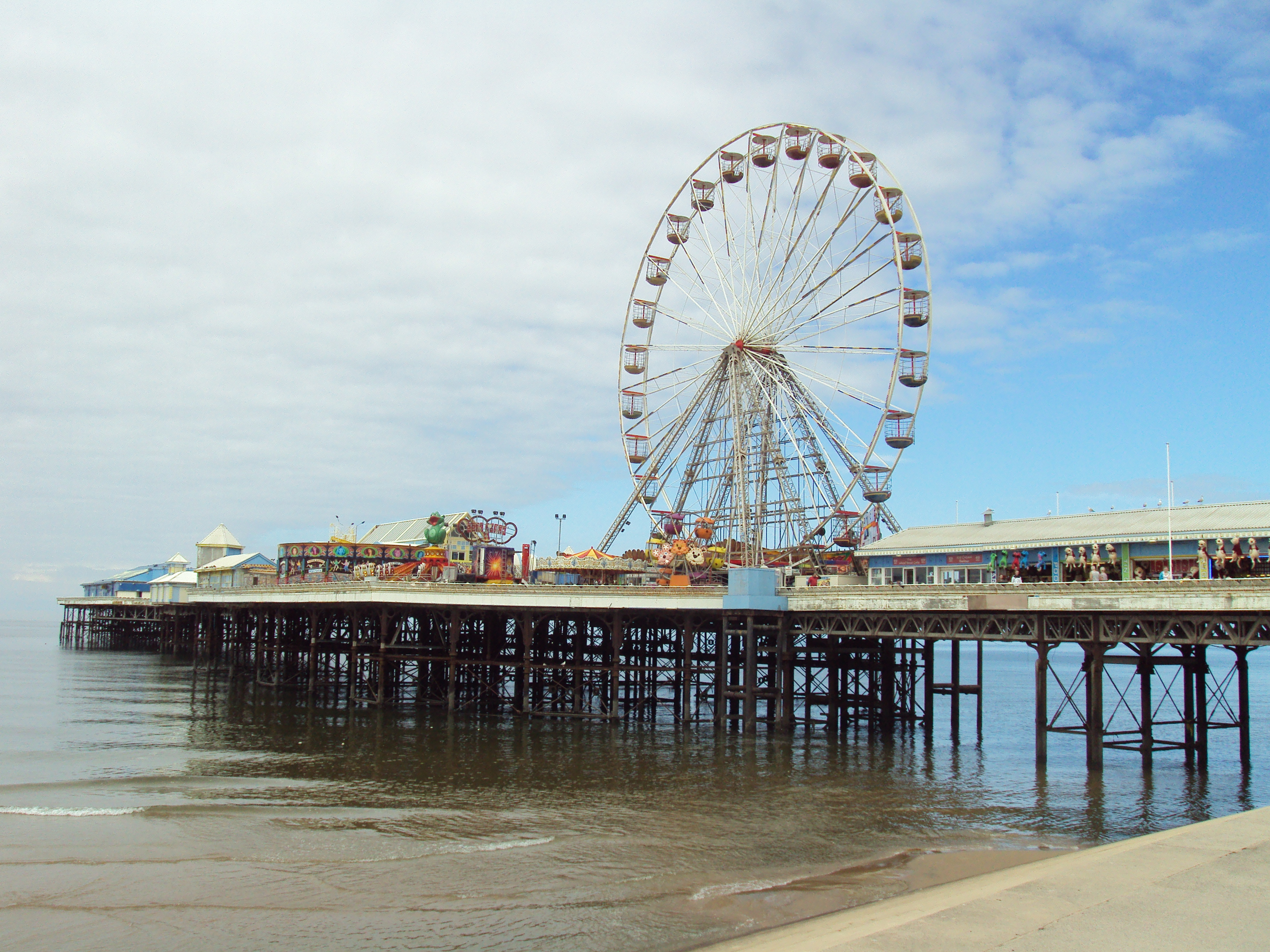
La grande roue de la jetée centrale de Blackpool.

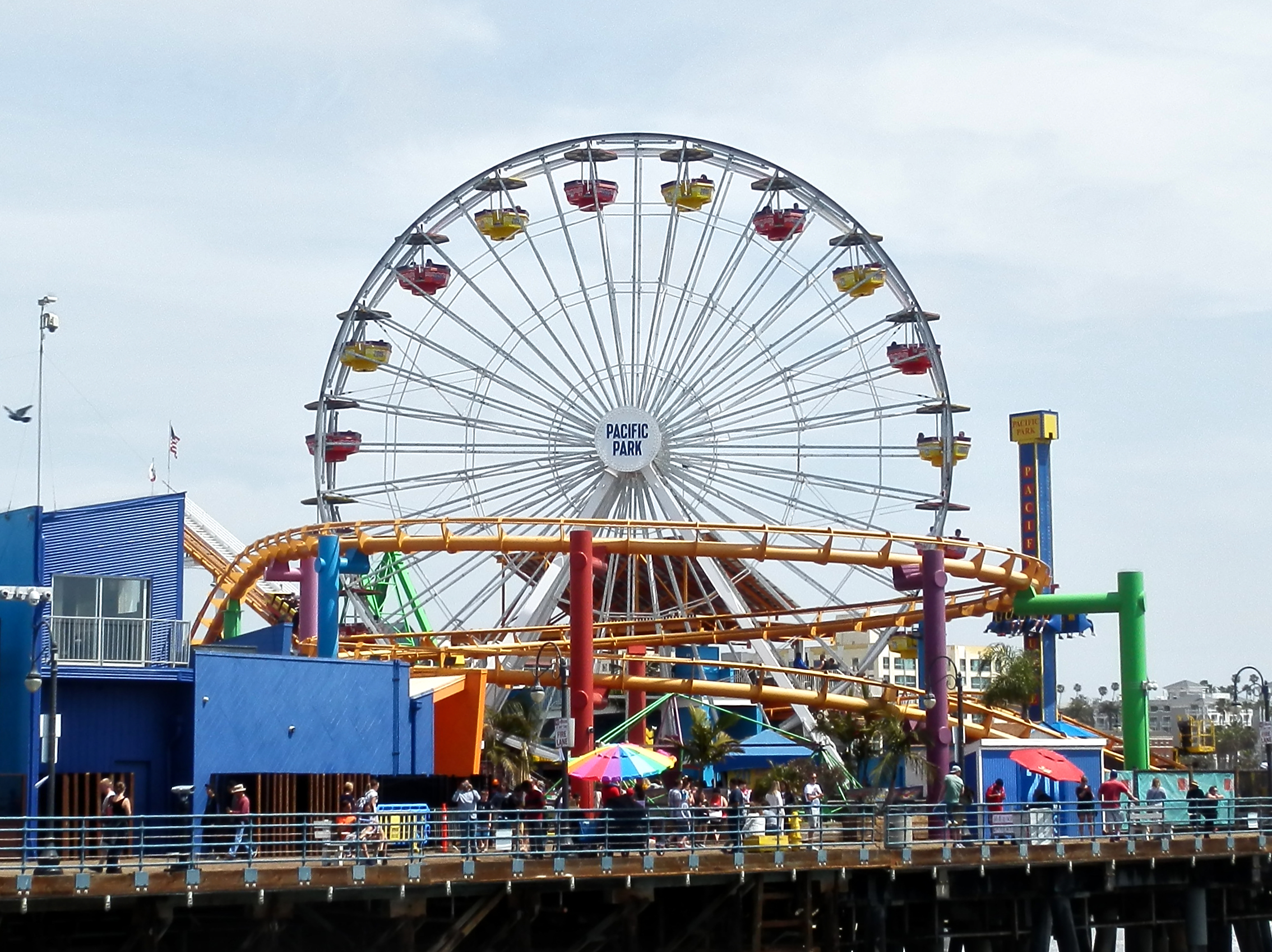
La grande roue de la jetée de Santa Monica.

Une grande roue fut construite lors de l'Exposition universelle de 1900 à Paris avenue de Suffren (actuel village suisse), elle avait un diamètre annoncé de 100 mètres et comportait 40 nacelles (contre 36 pour celle de Chicago) pouvant contenir chacune 20 personnes. Elle fut démolie en 1920.
La grande roue de la jetée de Santa Monica est, avec celle de la jetée centrale de Blackpool, un des rares exemples de grande roue non édifiés sur terre ferme.

## Évolutions: les nacelles mobiles et multiples grandes roues

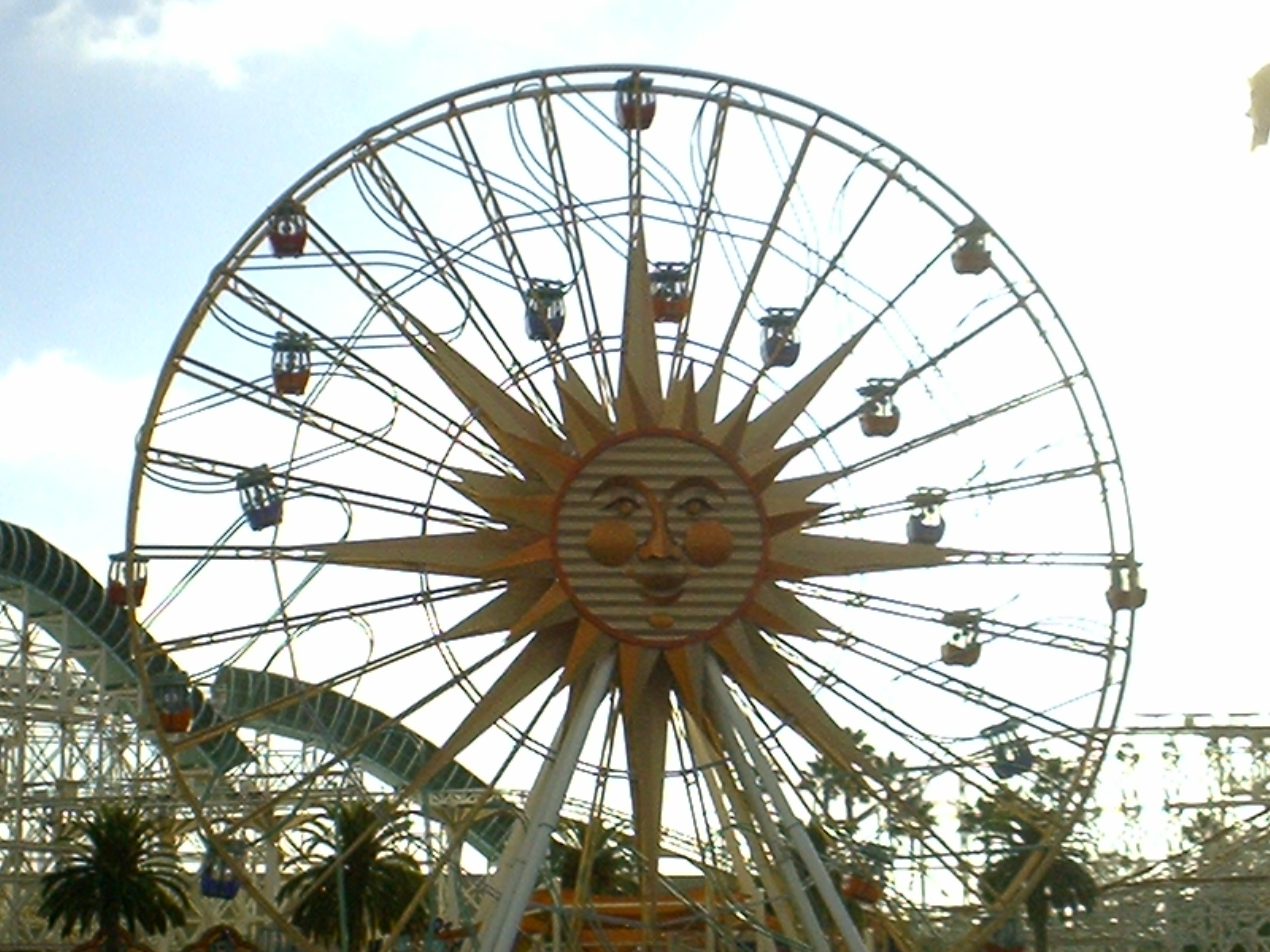
Grande roue à nacelle mobile Pixar Pal-A-Round, Disney California Adventure.

Certaines versions récentes permettent d'avoir des nacelles mobiles par rapport à la distance avec l'axe et ainsi se rapprocher du centre de la roue durant la rotation sans être cantonnée au seul périmètre de la roue (par exemple Pixar Pal-A-Round à Disney California Adventure).
Une autre évolution de la grande roue est constituée de plusieurs grandes roues reliés à l'aide de bras hydrauliques comme le Sky Whirl (Six Flags Great America, Illinois) conçu par la société Intamin.
Certaines grandes roues sont désormais transportables et itinérantes et s'installent dans les plus grands centres-villes.

## Les roues panoramiques

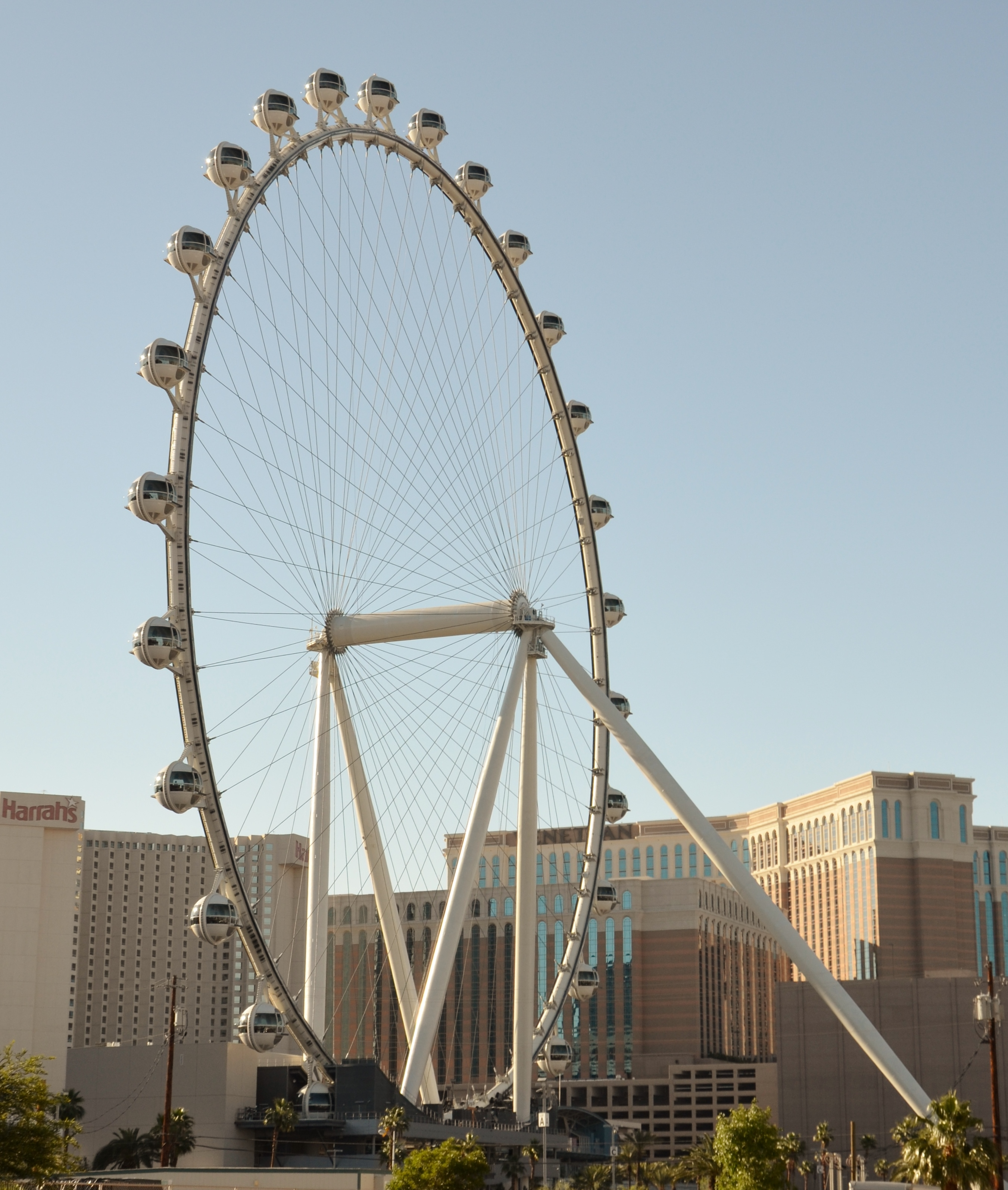
High Roller, à Las Vegas

Certains propriétaires de grande roue préfèrent le terme de « roue panoramique » (« observation wheel ») à celui de grande roue, c'est souvent le cas pour les roues les plus imposantes, même si elles ressemblent fortement à la grande roue originale de Ferris. Souvent en centre-ville, elles visent à observer la ville de haut avec un but panoramique.
Plusieurs grandes roues célèbres sont décrites comme panoramiques par leur concepteur, parmi elles figurent le Singapore Flyer, mais également le London Eye à Londres ou encore la High Roller à Las Vegas.

## Les grandes roues les plus hautes du monde
- La grande roue la plus haute actuellement (168 m), la High Roller se situe à Las Vegas aux États-Unis. Elle fut inaugurée officiellement le 31 mars 2014.
- Des grandes roues sont en cours de construction pour battre le record de la plus haute grande roue au monde.
- The Star of Nanchang à Nanchang en Chine avait le record entre 2006 et 2008 avec 160 mètres. Elle fut inaugurée en mai 2006.
- Le record précédent était détenu par le London Eye, avec 135 mètres de haut. C'est toujours la plus haute d'Europe. Elle fut inaugurée le 31 décembre 1999 par Tony Blair mais ne fut réellement lancée qu'en mars 2000 en raison de problèmes techniques.
- La Chine avait prévu de construire une grande roue a Shanghai nommée Shanghai Star, elle était censée atteindre 200 mètres mais le projet fut annulé en 2006 car il était « politiquement incorrect »[7].
- Plusieurs villes dans le monde ont évoqué le projet de construire des grandes roues parmi elles figurent :
  - Bagdad en Irak (Baghdad Wheel, projet de 198 mètres)[8] ;
  - Dubaï aux Émirats arabes unis (The Great Dubai Wheel, projet de 185 mètres)[9] ;
  - Orlando en Floride (The Great Orlando Wheel, projet de 122 mètres)[10].

- En France, la grande roue la plus haute est depuis 2009, la grande roue de Nigloland avec ses 60 mètres.

## Principales sociétés de productions de grandes roues
- Great Wheel Corporation, société qui a conçu le Singapore Flyer, la roue la plus haute au monde actuellement et qui prend en charge la construction de la grande roue de Pékin. (208 mètres) ;
- Allan Herschell Company qui conçut la grande roue de Seattle ;
- Eli Bridge Company ;
- Ronald Bussink Professional Rides ;
- Chance Morgan ;
- Intamin qui conçut notamment la grande roue à nacelles mobiles Pixar Pal-A-Round ;
- Roger Wadkins.

## Les grandes roues dans la culture populaire
- Le héros du livre pour enfants The Great Wheel de Robert Lawson fait partie du personnel de construction de la grande roue de Ferris en 1893.
- Dans la série télévisée américaine La Caravane de l'étrange qui se situe dans un cirque ambulant des années 1930, la grande roue a un rôle important dans les évènements.
- Une scène clé du film noir Le Troisième Homme de 1949 se situe sur la grande roue du Prater de Vienne. Celle-ci apparait également dans Tuer n'est pas jouer de 1987, un film de la série James Bond, ainsi que dans le film Before Sunrise de 1995.
- John Sheppard, l'un des personnages principaux de la série Stargate Atlantis adore les grandes roues.
- La grande roue du parc d'attractions de Prypiat est symbolique de la ville de Prypiat ; on la voit dans divers clips ou films.

## Galerie photo

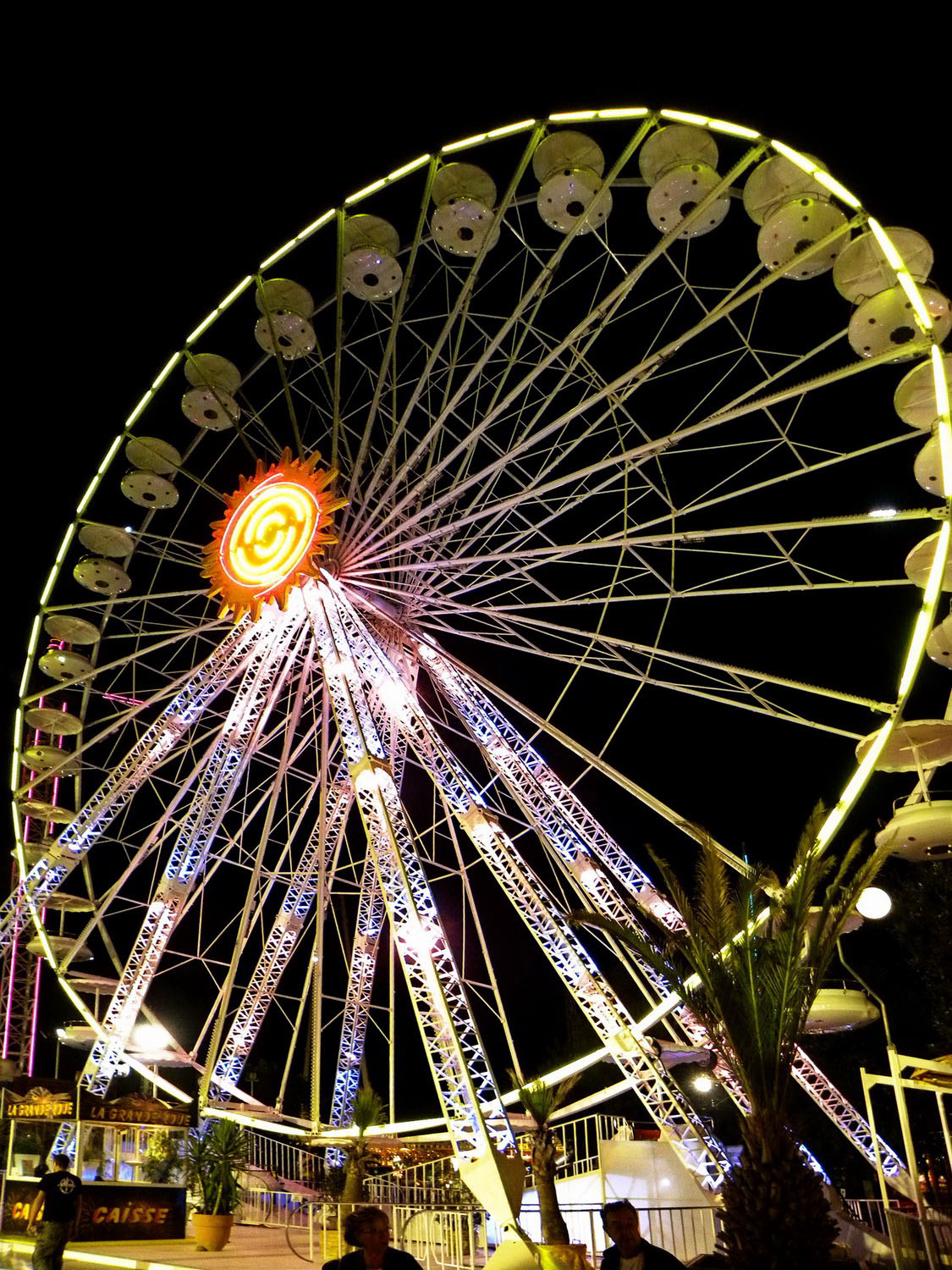
Grande roue à Fréjus.
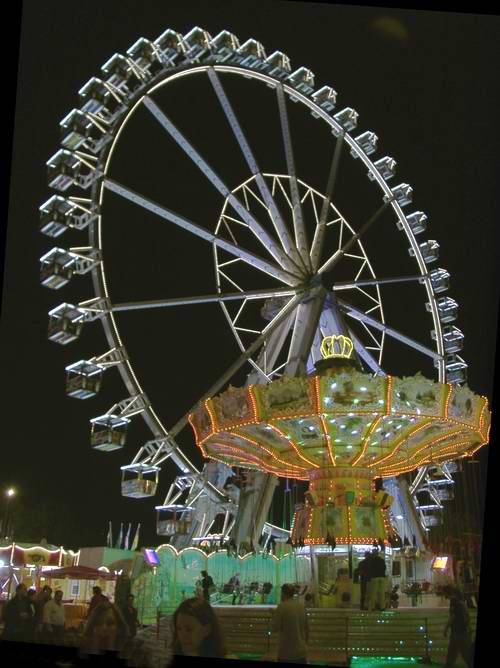
Une grande roue de nuit.
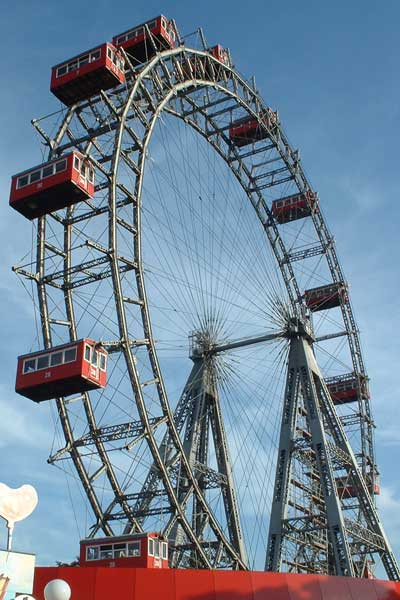
La grande roue du Prater à Vienne (Autriche).
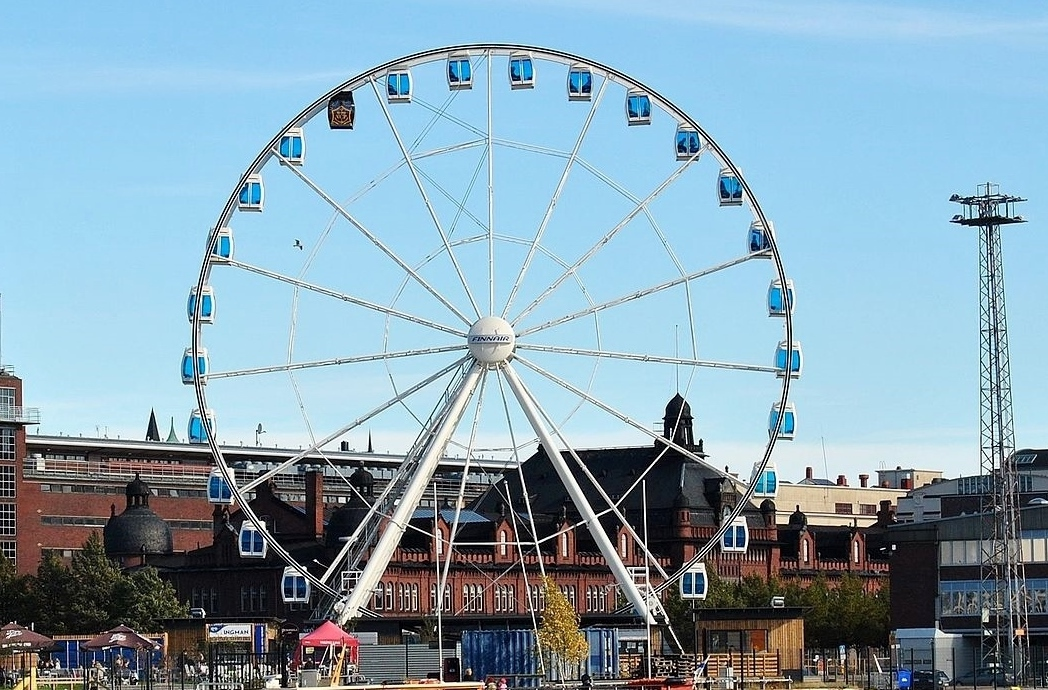
Le SkyWheel Helsinki de Helsinki.
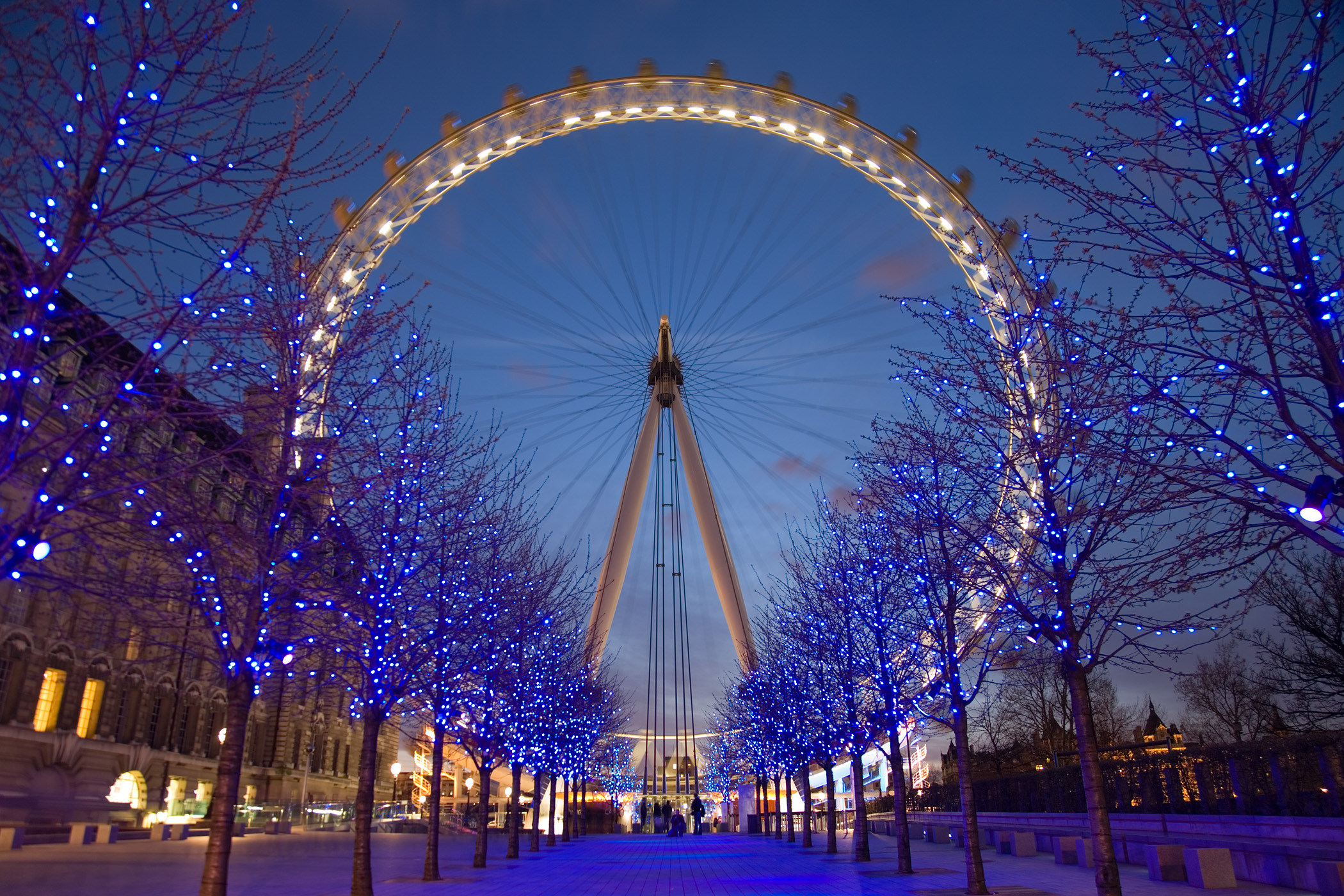
Le London Eye de Londres.
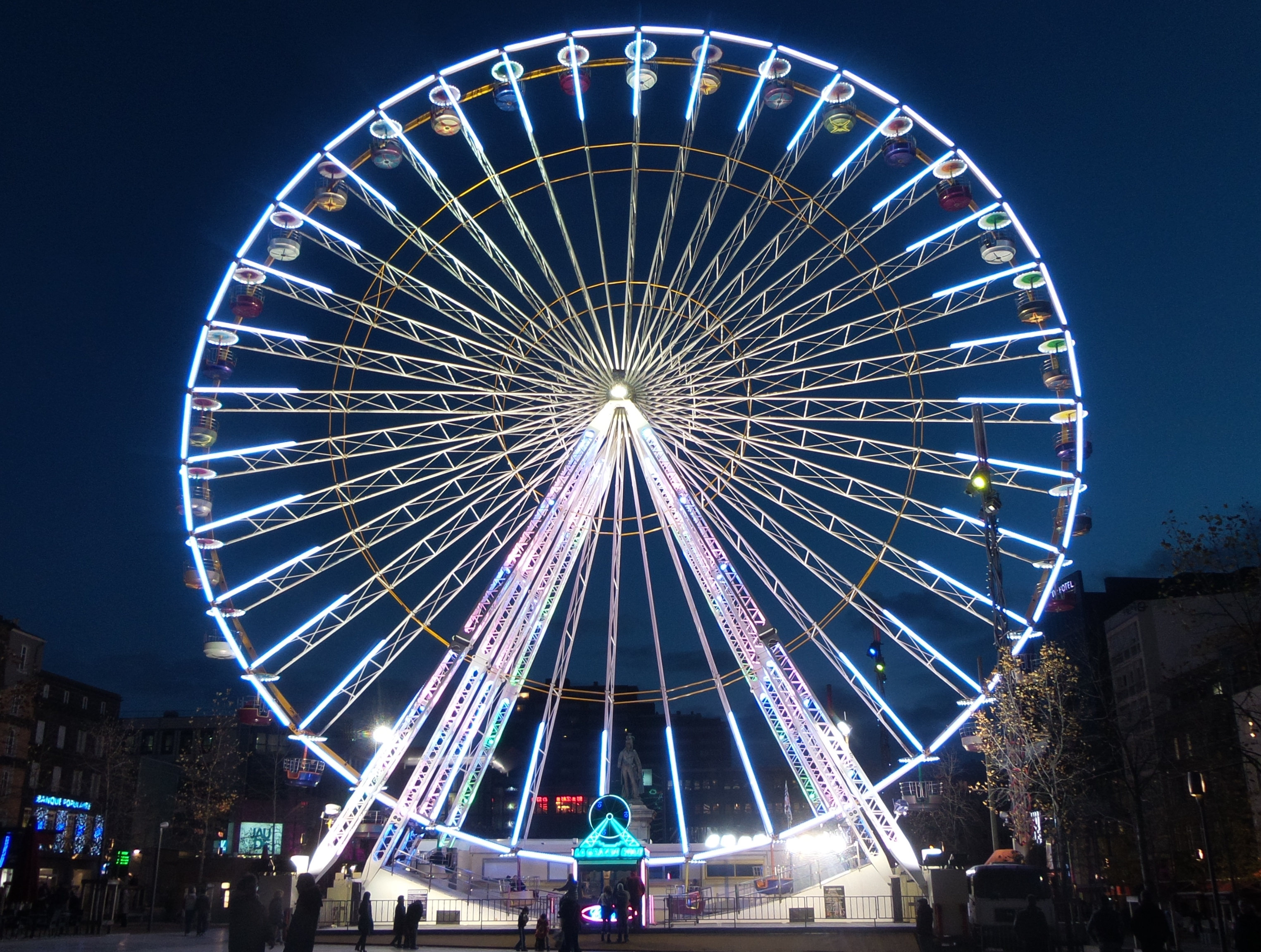
Grande roue sur la place de Jaude (Clermont-Ferrand).
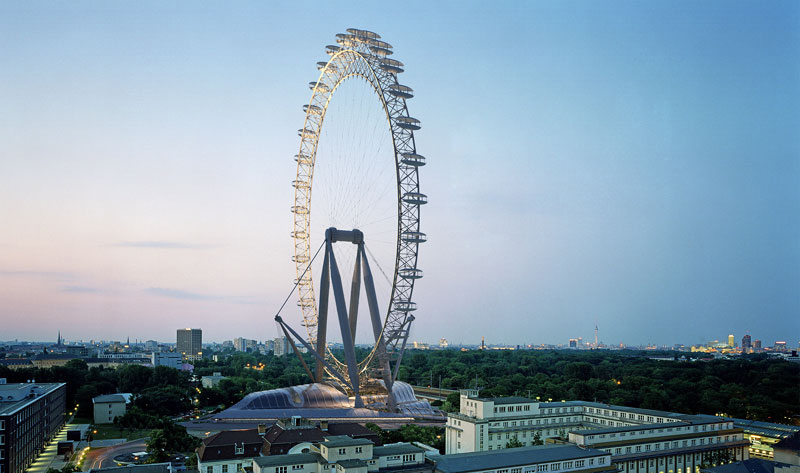
Grande roue à Berlin.
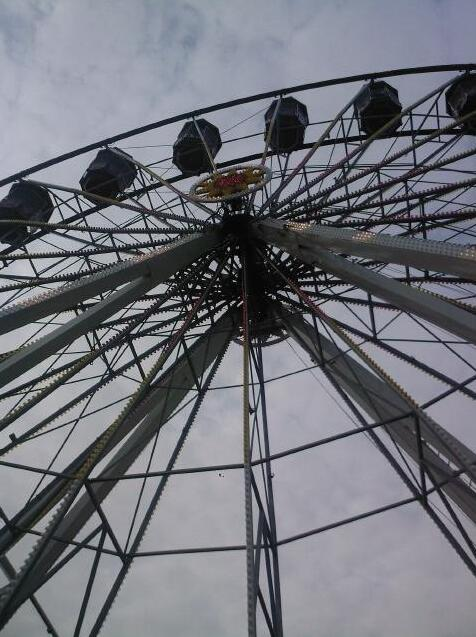
Grande roue à Dublin (Irlande).
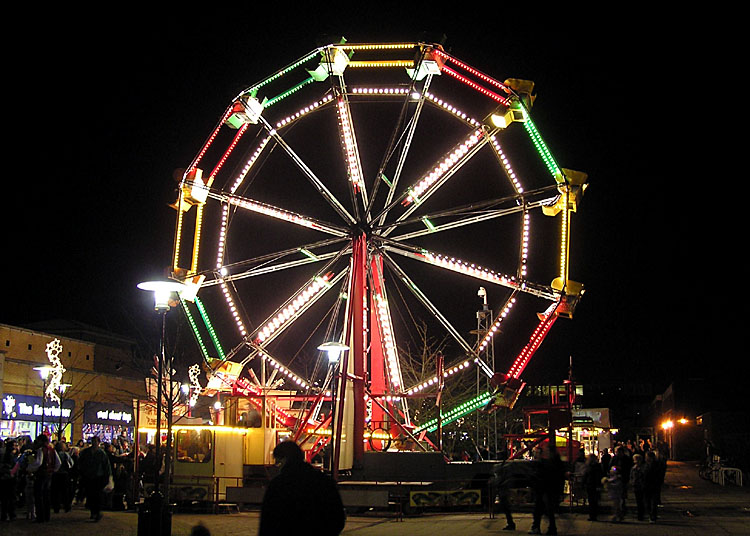
Grande roue transportable au Royaume-Uni.
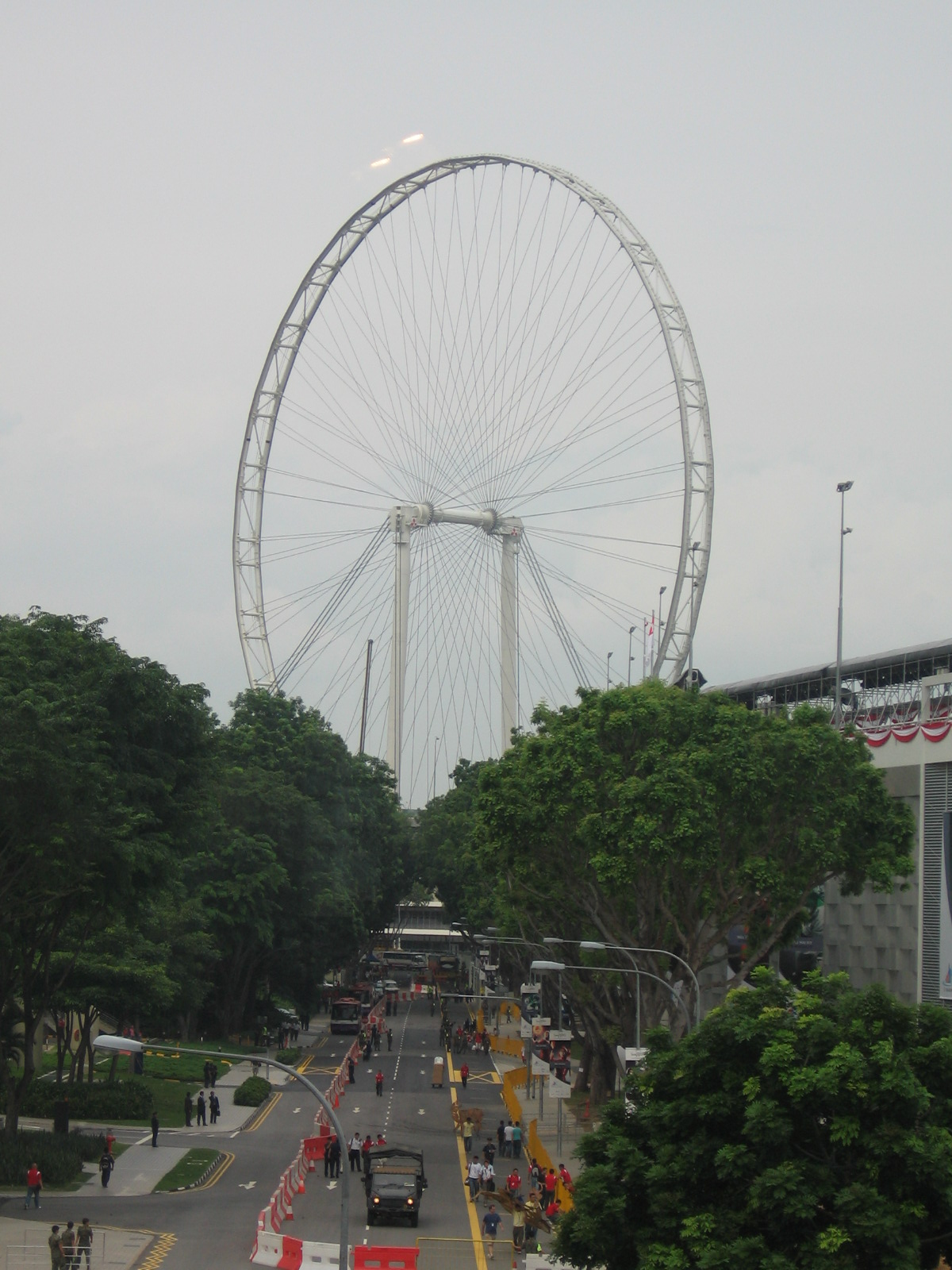
Singapore Flyer, grande roue de Singapour.
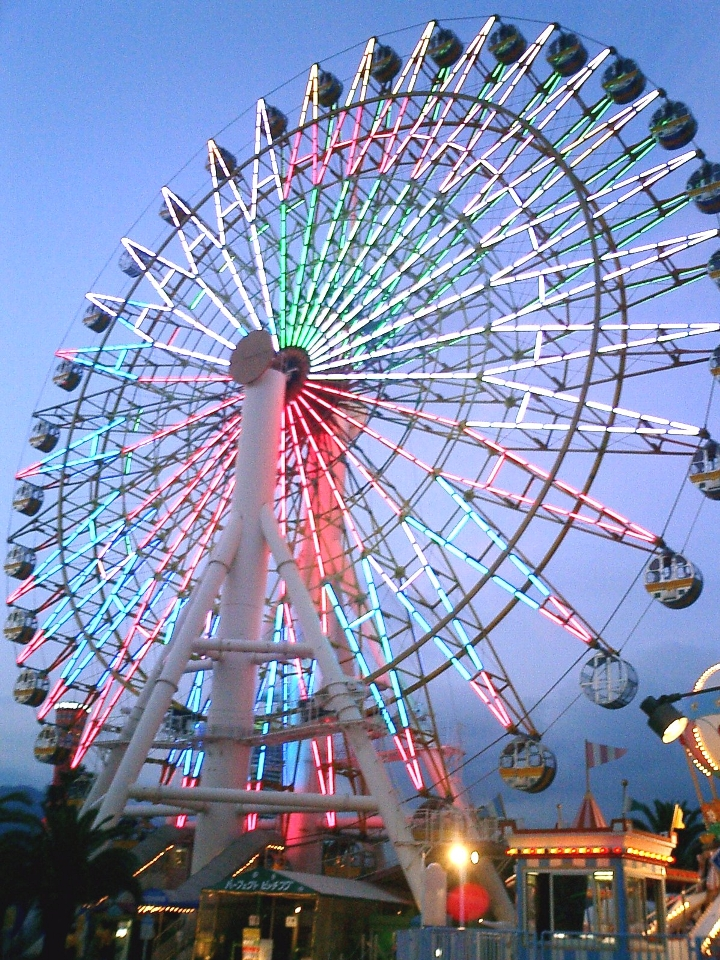
Grande roue à Kōbe, Japon.
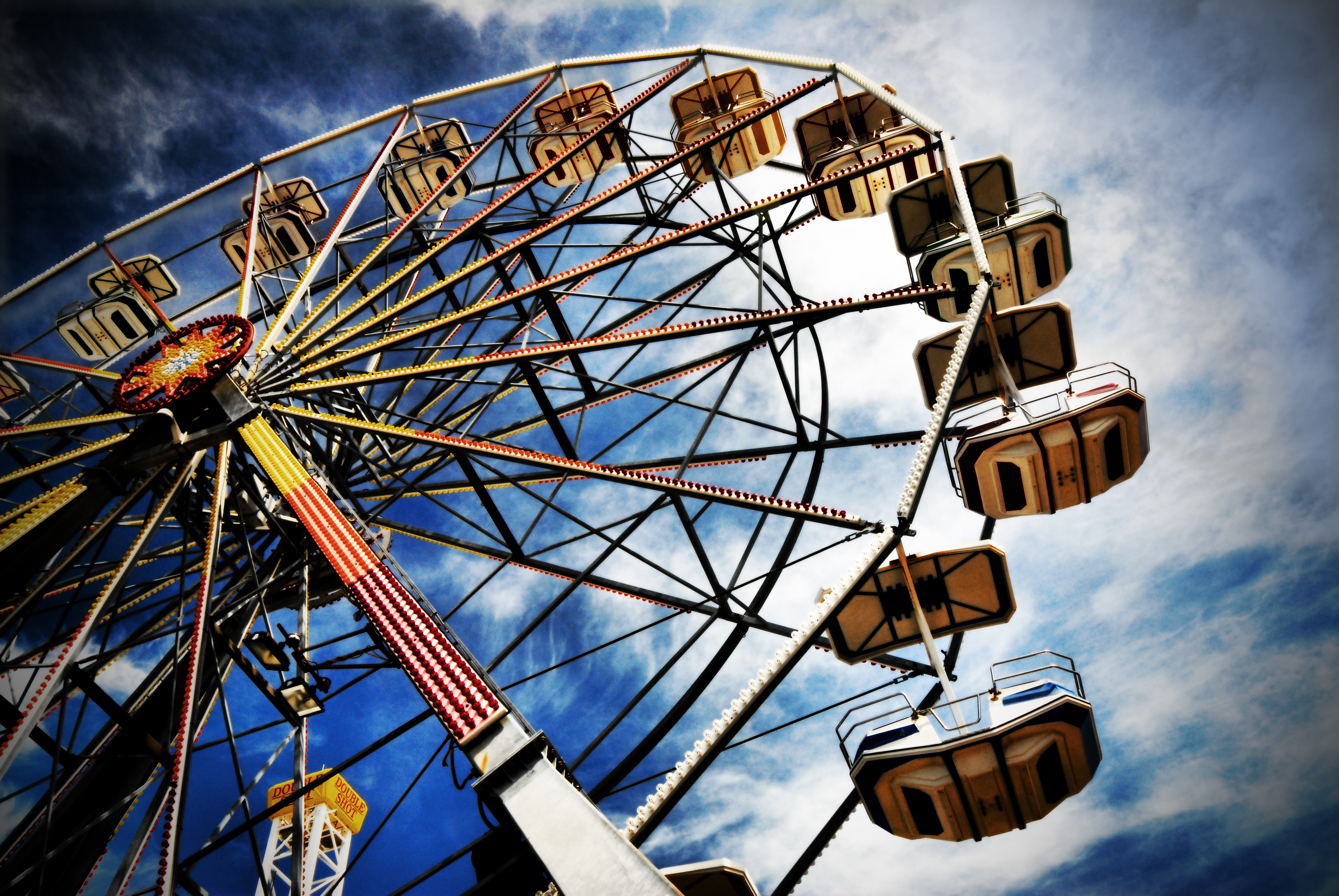
Une grande roue à Ocean City, New Jersey, États-Unis.
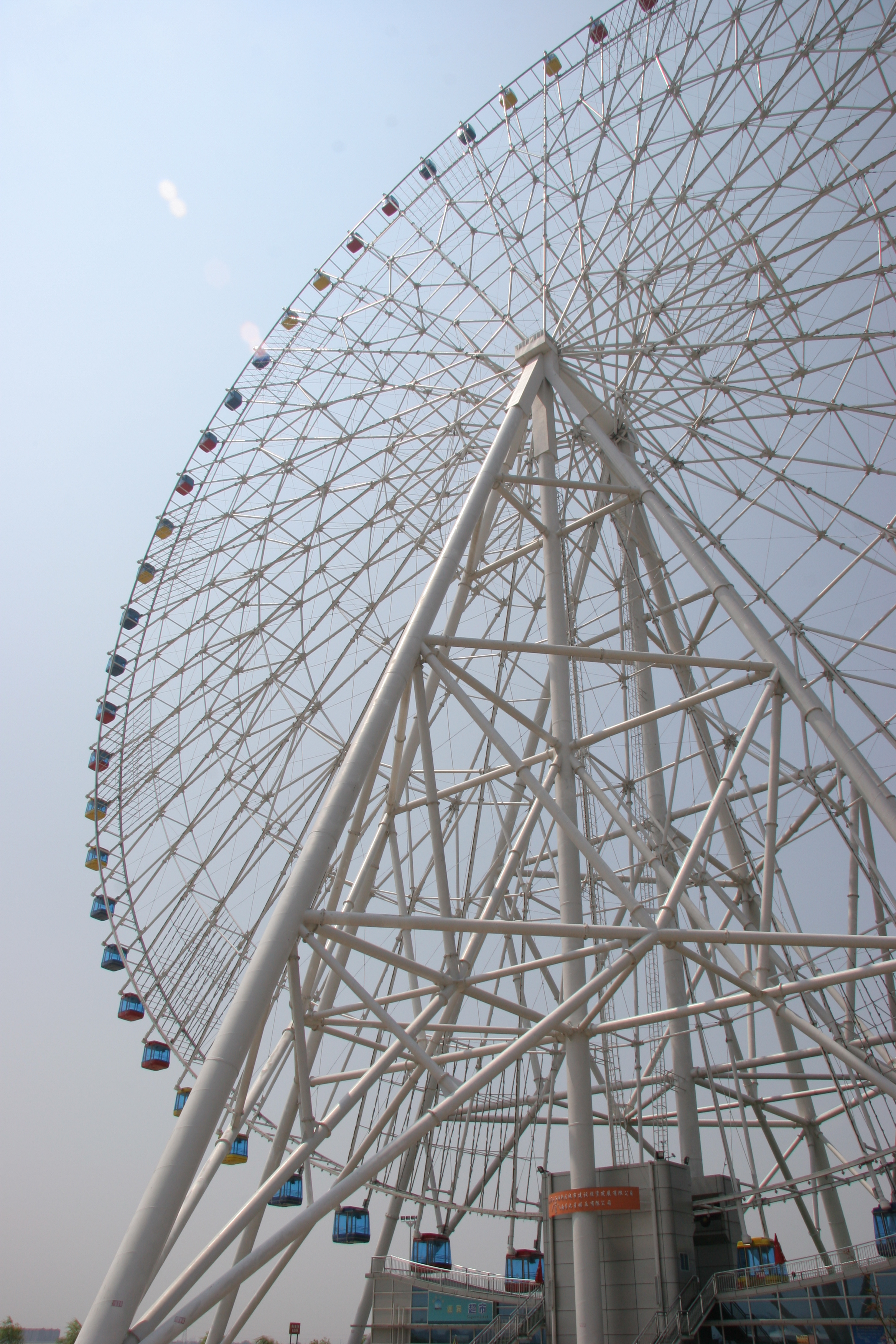
Star of Nanachang en Chine.
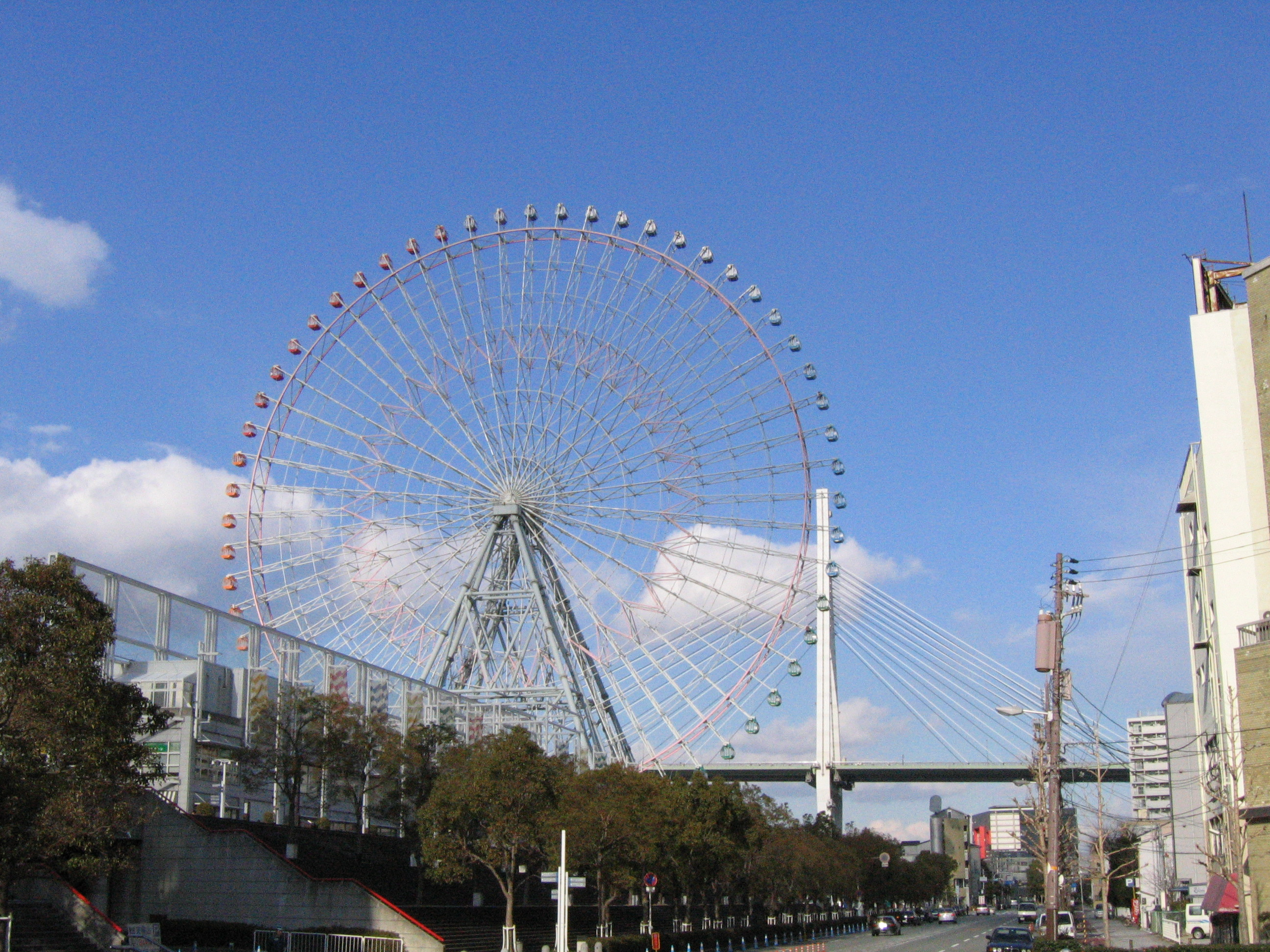
La grande roue de Tempzan à Osaka.
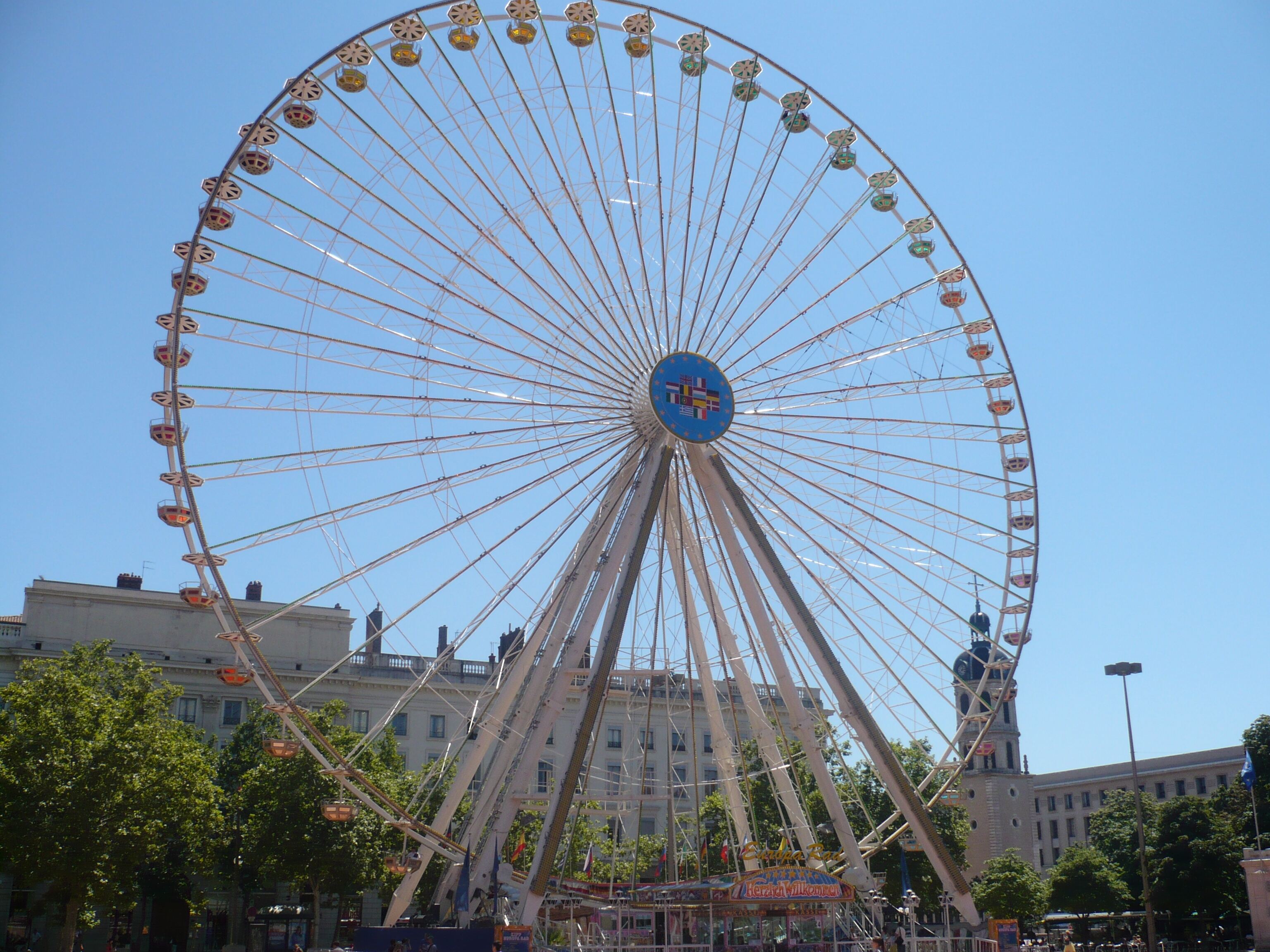
La grande roue de Lyon.
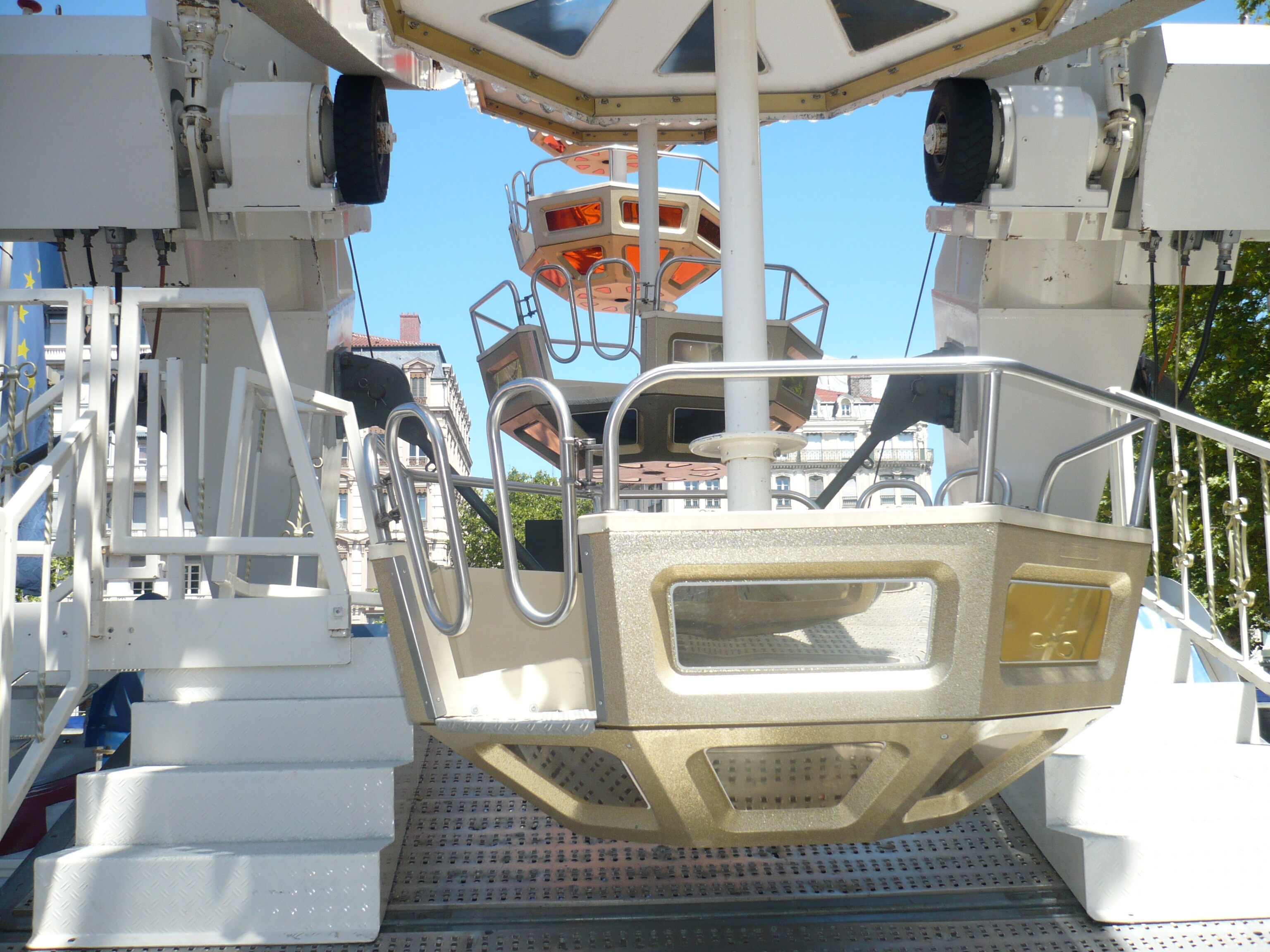
La grande roue de Lyon (détail).
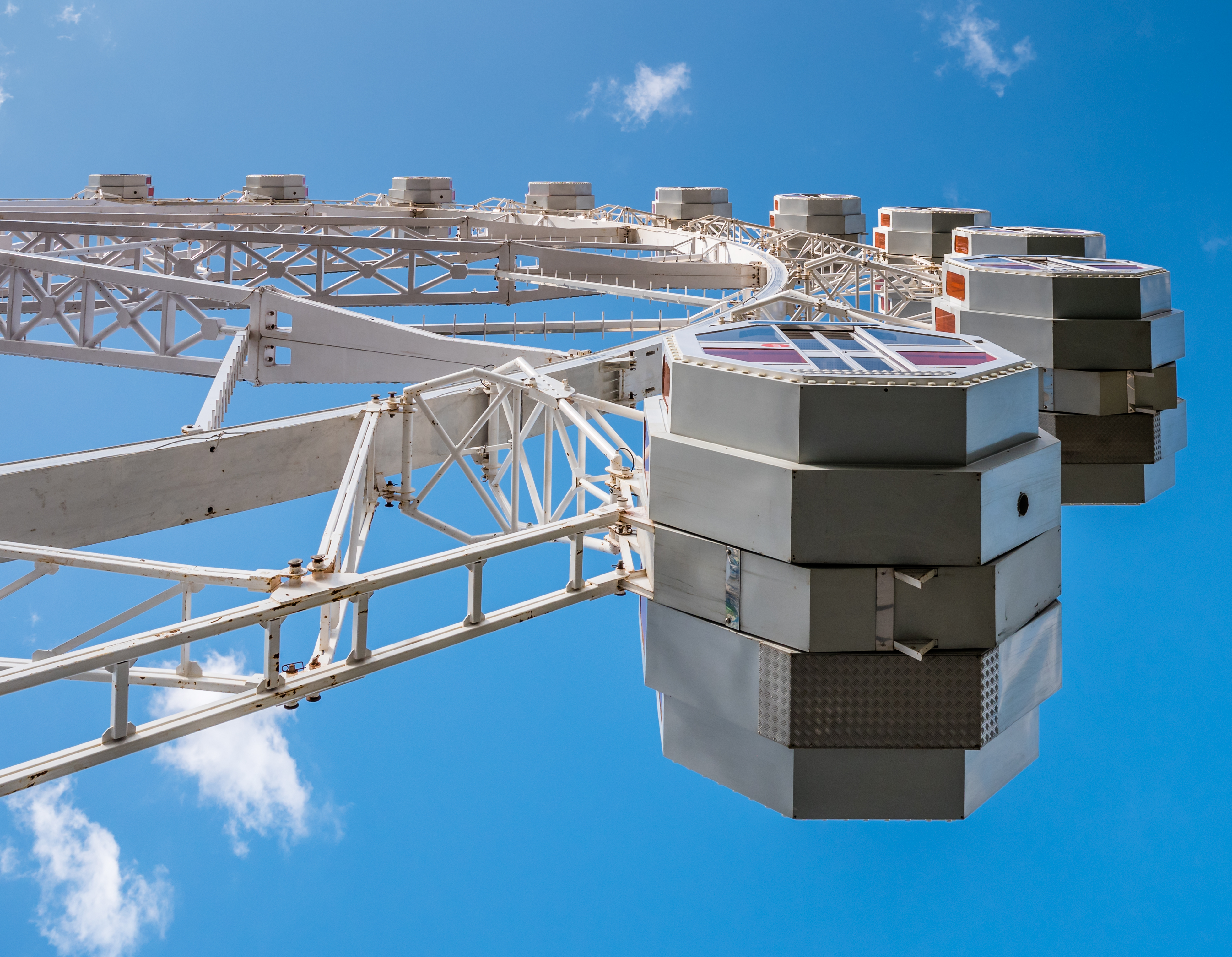
Grande roue de Bilbao, dans le parc Etxebarria (détail).
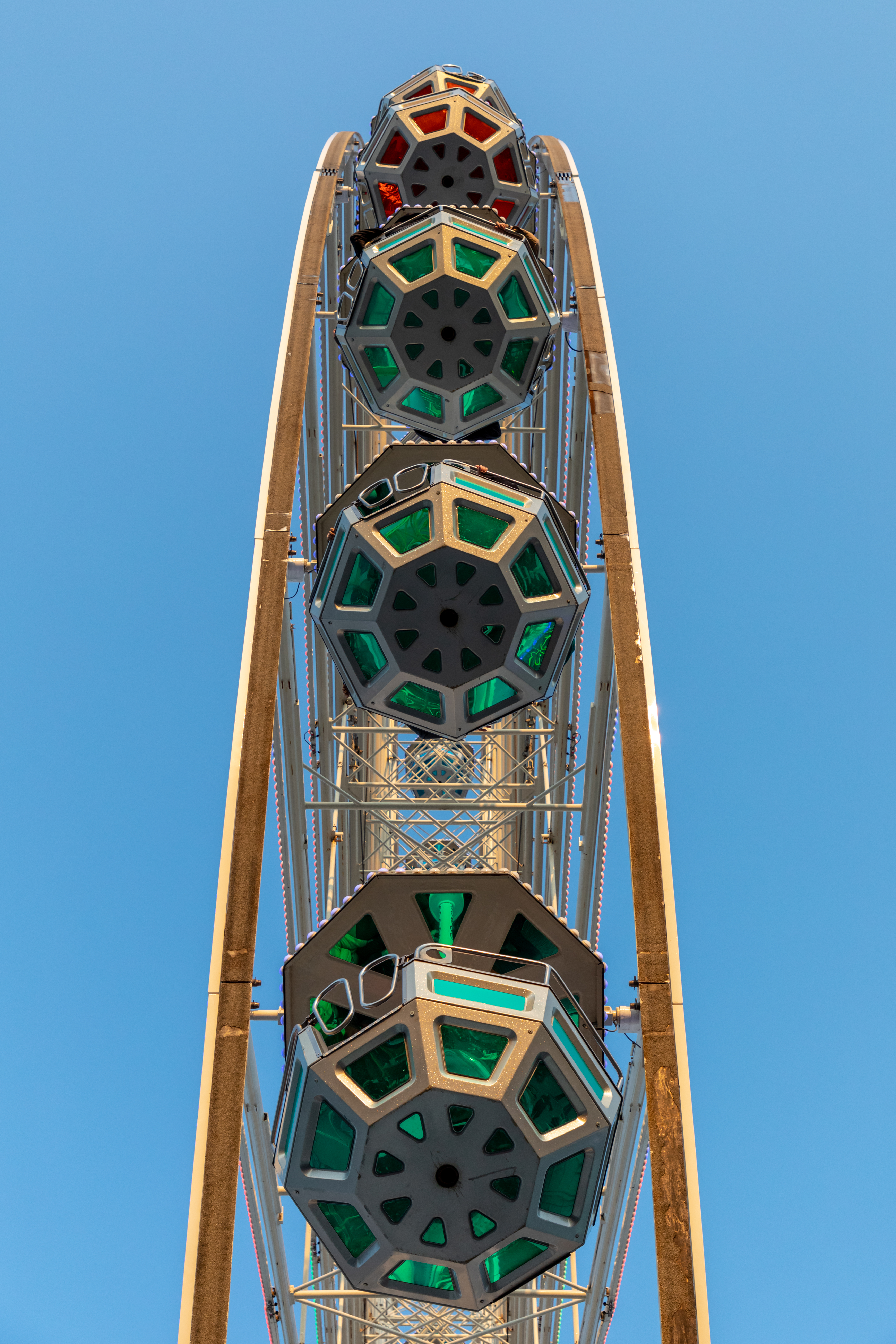
Nacelles de la grande roue à Münster. Mars 2019.
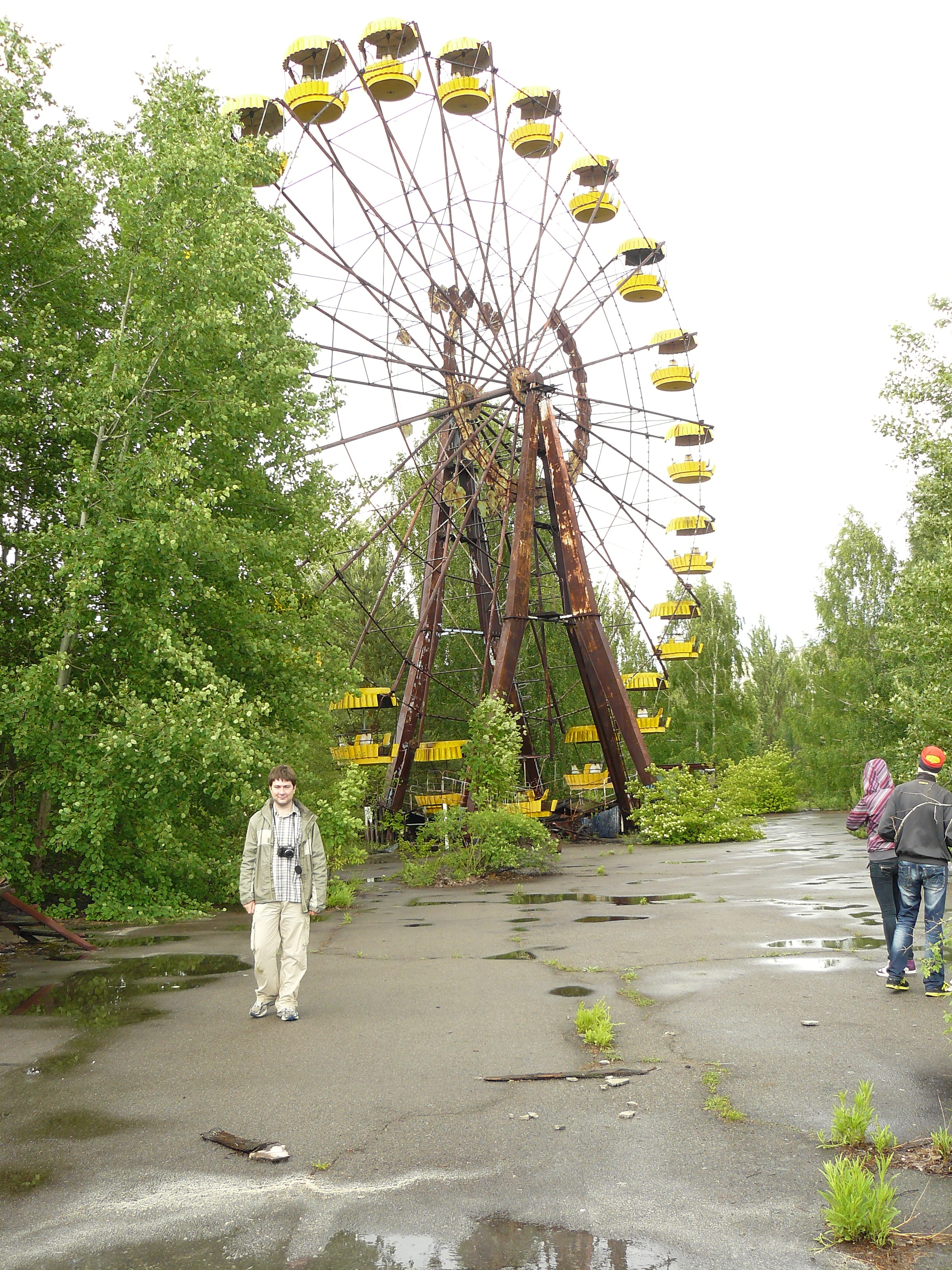
La grande roue du parc d'attractions de Prypiat à l'abandon, en 2013.
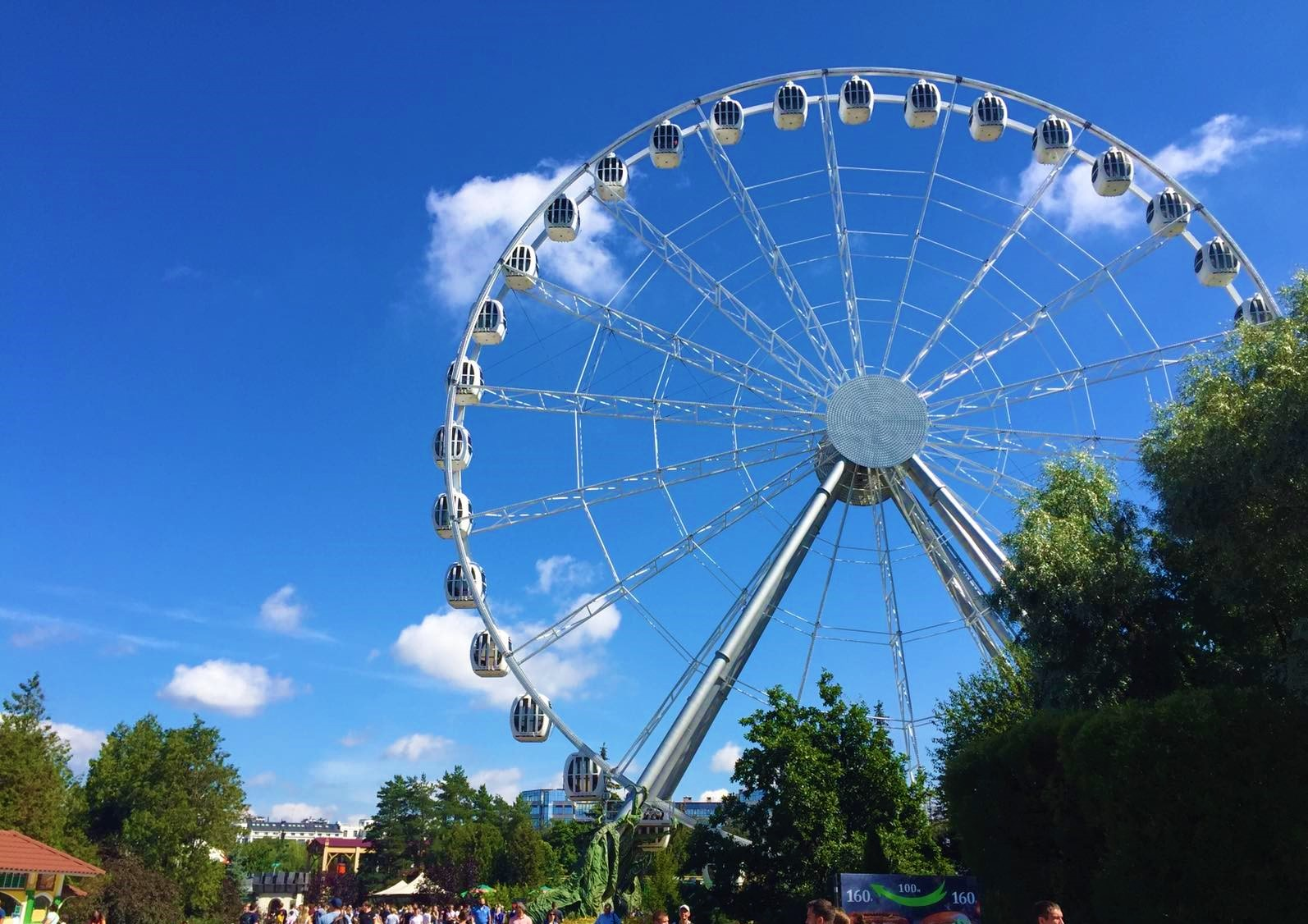
Grande roue dans le parc Divo Ostrov, Saint-Pétersbourg.
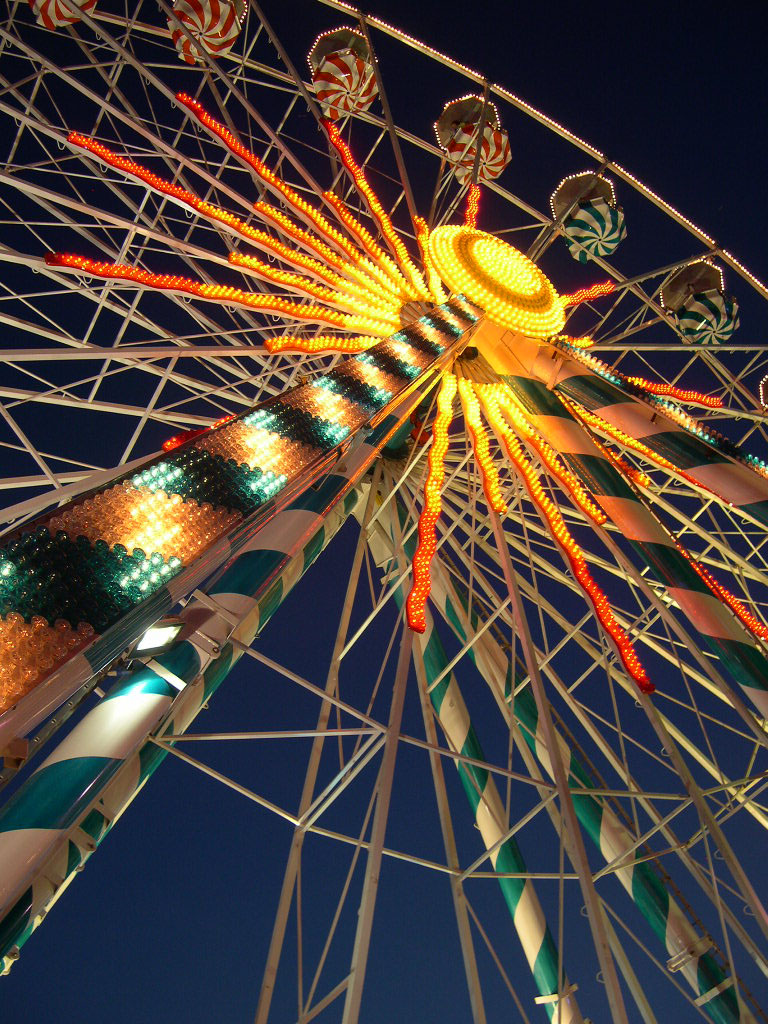
Détail d'une grande roue à Tours.